# Wahlkreis Empoli (Camera dei deputati)
Der Wahlkreis Empoli war von 1993 bis 2005 und von 2017 bis 2020 ein Wahlkreis (italienisch collegio elettorale) für die Wahl der Abgeordnetenkammer.

## Von 1993 bis 2005

### Wahlkreisgebiet
| Wahlkreise – Camera dei deputati – Toskana | Wahlkreise – Camera dei deputati – Toskana | Wahlkreise – Camera dei deputati – Toskana |
| Provinz                                    | Provinz                                    | Gemeinden nach Provinzen ⮞ Wahlkreis |
| ------------------------------------------ | ------------------------------------------ | --- |
|                                            | Provinz Arezzo (39 Gemeinden)              | 11 ⮞ Wahlkreis Arezzo 21 ⮞ Wahlkreis Montevarchi 7 ⮞ Wahlkreis Cortona |
|                                            | Provinz Florenz (44 Gemeinden)             | Teil von Florenz ⮞ Wahlkreis Florenz 1 Teil von Florenz ⮞ Wahlkreis Florenz 2 Teil von Florenz ⮞ Wahlkreis Florenz 3 14 + Teil von Florenz ⮞ Wahlkreis Florenz – Pontassieve 10 ⮞ Wahlkreis Bagno a Ripoli 8 ⮞ Wahlkreis Empoli 6 ⮞ Wahlkreis Scandicci 5 ⮞ Wahlkreis Sesto Fiorentino |
|                                            | Provinz Grosseto (28 Gemeinden)            | 10 ⮞ Wahlkreis Grosseto 17 ⮞ Wahlkreis Massa Marittima 1 ⮞ Wahlkreis Piombino |
|                                            | Provinz Livorno (20 Gemeinden)             | 1 + Teil von Livorno ⮞ Wahlkreis Livorno – Collesalvetti 2 + Teil von Livorno ⮞ Wahlkreis Livorno – Rosignano Marittimo 16 ⮞ Wahlkreis Piombino |
|                                            | Provinz Lucca (35 Gemeinden)               | 3 ⮞ Wahlkreis Lucca 26 ⮞ Wahlkreis Capannori 4 ⮞ Wahlkreis Viareggio 2 ⮞ Wahlkreis Massa |
|                                            | Provinz Massa-Carrara (17 Gemeinden)       | 2 ⮞ Wahlkreis Massa 15 ⮞ Wahlkreis Carrara |
|                                            | Provinz Pisa (39 Gemeinden)                | 3 ⮞ Wahlkreis Pisa 10 ⮞ Wahlkreis Cascina 25 ⮞ Wahlkreis Pontedera 1 ⮞ Wahlkreis Viareggio |
|                                            | Provinz Pistoia (22 Gemeinden)             | 8 ⮞ Wahlkreis Pistoia 12 ⮞ Wahlkreis Montecatini Terme 2 ⮞ Wahlkreis Prato – Montemurlo |
|                                            | Provinz Prato (7 Gemeinden)                | 2 + Teil von Prato ⮞ Wahlkreis Prato – Carmignano 4 + Teil von Prato ⮞ Wahlkreis Prato – Montemurlo |
|                                            | Provinz Siena (36 Gemeinden)               | 11 ⮞ Wahlkreis Siena 11 ⮞ Wahlkreis Cortona 14 ⮞ Wahlkreis Massa Marittima |

Der Wahlkreis umfasste 8 Gemeinden: Castelfiorentino, Cerreto Guidi, Certaldo, Empoli, Fucecchio, Gambassi Terme, Montaione und Montespertoli.

### Wahlergebnisse

#### Parlamentswahl 1994

##### Direktstimmen
| Kandidaten               | Kandidaten                | Parteien                                 | Stimmen | %    |
| ------------------------ | ------------------------- | ---------------------------------------- | ------- | ---- |
|                          | Vassili Campatelligewählt | Progressisti                             | 58.609  | 64,3 |
|                          | Pietro Pozzolini          | Polo delle Libertà (FI – LN – CCD – UdC) | 15.311  | 16,8 |
|                          | Daniele Neri              | Patto per l’Italia                       | 10.071  | 11,0 |
|                          | Maurizio Rossi            | Alleanza Nazionale                       | 7.168   | 7,9  |
| Gesamt                   | Gesamt                    | Gesamt                                   | 91.159  | 100  |
|                          |                           |                                          |         |      |
| Ungültige Stimmen        | Ungültige Stimmen         | Ungültige Stimmen                        | 5.742   | 5,9  |
| Wähler                   | Wähler                    | Wähler                                   | 96.901  | 92,8 |
| Wahlberechtigte          | Wahlberechtigte           | Wahlberechtigte                          | 104.394 |      |
|                          |                           |                                          |         |      |
| Quelle: Innenministerium |                           |                                          |         |      |

##### Listenstimmen
| Parteien                             | Parteien                        | Parteien                           | Stimmen | %    |
| ------------------------------------ | ------------------------------- | ---------------------------------- | ------- | ---- |
|                                      | Progressisti                    | Partito Democratico della Sinistra | 45.405  | 48,7 |
| Partito della Rifondazione Comunista | Progressisti                    | 11.185                             | 12,0    |      |
| Federazione dei Verdi                | Progressisti                    | 1.701                              | 1,8     |      |
| Partito Socialista Italiano          | Progressisti                    | 1.606                              | 1,7     |      |
| Alleanza Democratica                 | Progressisti                    | 944                                | 1,0     |      |
| La Rete                              | Progressisti                    | 747                                | 0,8     |      |
| ↳ Gesamt                             | Progressisti                    | 61.588                             | 66,1    |      |
|                                      | Polo delle Libertà              | Forza Italia                       | 10.867  | 11,7 |
| Lega Nord                            | Polo delle Libertà              | 1.459                              | 1,6     |      |
| ↳ Gesamt                             | Polo delle Libertà              | 12.326                             | 13,2    |      |
|                                      | Patto per l’Italia              | Partito Popolare Italiano          | 6.417   | 6,9  |
| Patto Segni                          | Patto per l’Italia              | 4.031                              | 4,3     |      |
| ↳ Gesamt                             | Patto per l’Italia              | 10.448                             | 11,2    |      |
|                                      | Alleanza Nazionale              | Alleanza Nazionale                 | 6.191   | 6,6  |
|                                      | Lista Marco Pannella            | Lista Marco Pannella               | 2.138   | 2,3  |
|                                      | Socialdemocrazia per le Libertà | Socialdemocrazia per le Libertà    | 415     | 0,4  |
|                                      | Insieme per lo Sviluppo         | Insieme per lo Sviluppo            | 128     | 0,1  |
| Gesamt                               | Gesamt                          | Gesamt                             | 93.234  | 100  |
|                                      |                                 |                                    |         |      |
| Ungültige Stimmen                    | Ungültige Stimmen               | Ungültige Stimmen                  | 3.666   | 3,8  |
| Wähler                               | Wähler                          | Wähler                             | 96.900  | 92,8 |
| Wahlberechtigte                      | Wahlberechtigte                 | Wahlberechtigte                    | 104.394 |      |
|                                      |                                 |                                    |         |      |
| Quelle: Innenministerium             |                                 |                                    |         |      |

#### Parlamentswahl 1996

##### Direktstimmen
| Kandidaten               | Kandidaten                | Parteien            | Stimmen | %    |
| ------------------------ | ------------------------- | ------------------- | ------- | ---- |
|                          | Vassili Campatelligewählt | L’Ulivo             | 64.871  | 71,8 |
|                          | Enrico Nistri             | Polo per le Libertà | 23.228  | 25,7 |
|                          | Antonio Lelli             | Lega Nord           | 2.249   | 2,5  |
| Gesamt                   | Gesamt                    | Gesamt              | 90.348  | 100  |
|                          |                           |                     |         |      |
| Ungültige Stimmen        | Ungültige Stimmen         | Ungültige Stimmen   | 5.315   | 5,6  |
| Wähler                   | Wähler                    | Wähler              | 95.663  | 90,9 |
| Wahlberechtigte          | Wahlberechtigte           | Wahlberechtigte     | 105.287 |      |
|                          |                           |                     |         |      |
| Quelle: Innenministerium |                           |                     |         |      |

##### Listenstimmen
| Parteien                                          | Parteien                             | Parteien                             | Stimmen | %    |
| ------------------------------------------------- | ------------------------------------ | ------------------------------------ | ------- | ---- |
|                                                   | L’Ulivo                              | Partito Democratico della Sinistra   | 45.359  | 49,4 |
| Popolari per Prodi (PPI – SVP – PRI – UD – Prodi) | L’Ulivo                              | 3.783                                | 4,1     |      |
| Rinnovamento Italiano                             | L’Ulivo                              | 2.897                                | 3,2     |      |
| Federazione dei Verdi                             | L’Ulivo                              | 1.508                                | 1,6     |      |
| ↳ Gesamt                                          | L’Ulivo                              | 53.547                               | 58,4    |      |
|                                                   | Polo per le Libertà                  | Forza Italia                         | 9.946   | 10,8 |
| Alleanza Nazionale                                | Polo per le Libertà                  | 9.430                                | 10,3    |      |
| CCD – CDU                                         | Polo per le Libertà                  | 3.403                                | 3,7     |      |
| ↳ Gesamt                                          | Polo per le Libertà                  | 22.779                               | 24,8    |      |
|                                                   | Partito della Rifondazione Comunista | Partito della Rifondazione Comunista | 11.743  | 12,8 |
|                                                   | Lega Nord                            | Lega Nord                            | 1.400   | 1,5  |
|                                                   | Lista Pannella – Sgarbi              | Lista Pannella – Sgarbi              | 865     | 0,9  |
|                                                   | Partito Socialista                   | Partito Socialista                   | 610     | 0,7  |
|                                                   | Fiamma Tricolore                     | Fiamma Tricolore                     | 389     | 0,4  |
|                                                   | Movimento Autonomista Toscano        | Movimento Autonomista Toscano        | 221     | 0,2  |
|                                                   | Mani Pulite                          | Mani Pulite                          | 148     | 0,2  |
|                                                   | Partito Umanista                     | Partito Umanista                     | 47      | 0,1  |
| Gesamt                                            | Gesamt                               | Gesamt                               | 91.749  | 100  |
|                                                   |                                      |                                      |         |      |
| Ungültige Stimmen                                 | Ungültige Stimmen                    | Ungültige Stimmen                    | 3.913   | 4,1  |
| Wähler                                            | Wähler                               | Wähler                               | 95.662  | 90,9 |
| Wahlberechtigte                                   | Wahlberechtigte                      | Wahlberechtigte                      | 105.287 |      |
|                                                   |                                      |                                      |         |      |
| Quelle: Innenministerium                          |                                      |                                      |         |      |

#### Parlamentswahl 2001

##### Direktstimmen
| Kandidaten               | Kandidaten              | Parteien           | Stimmen | %    |
| ------------------------ | ----------------------- | ------------------ | ------- | ---- |
|                          | Alberto Fluvigewählt    | L’Ulivo            | 60.537  | 67,2 |
|                          | Guido Sensi             | Casa delle Libertà | 24.978  | 27,7 |
|                          | Antonietta Esse         | Lista Di Pietro    | 2.602   | 2,9  |
|                          | Maria Grazia Maestrelli | Democrazia Europea | 1.954   | 2,2  |
| Gesamt                   | Gesamt                  | Gesamt             | 90.071  | 100  |
|                          |                         |                    |         |      |
| Ungültige Stimmen        | Ungültige Stimmen       | Ungültige Stimmen  | 4.847   | 5,1  |
| Wähler                   | Wähler                  | Wähler             | 94.918  | 89,8 |
| Wahlberechtigte          | Wahlberechtigte         | Wahlberechtigte    | 105.729 |      |
|                          |                         |                    |         |      |
| Quelle: Innenministerium |                         |                    |         |      |

##### Listenstimmen
| Parteien                               | Parteien                             | Parteien                             | Stimmen | %    |
| -------------------------------------- | ------------------------------------ | ------------------------------------ | ------- | ---- |
|                                        | L’Ulivo                              | Democratici di Sinistra              | 38.206  | 41,9 |
| La Margherita (Dem – PPI – RI – Udeur) | L’Ulivo                              | 11.903                               | 13,1    |      |
| Partito dei Comunisti Italiani         | L’Ulivo                              | 2.686                                | 2,9     |      |
| Il Girasole (FdV – SDI)                | L’Ulivo                              | 1.349                                | 1,5     |      |
| ↳ Gesamt                               | L’Ulivo                              | 54.144                               | 59,4    |      |
|                                        | Casa delle Libertà                   | Forza Italia                         | 14.756  | 16,2 |
| Alleanza Nazionale                     | Casa delle Libertà                   | 8.785                                | 9,6     |      |
| CCD – CDU                              | Casa delle Libertà                   | 1.641                                | 1,8     |      |
| Nuovo PSI                              | Casa delle Libertà                   | 592                                  | 0,6     |      |
| Lega Nord                              | Casa delle Libertà                   | 438                                  | 0,5     |      |
| ↳ Gesamt                               | Casa delle Libertà                   | 26.212                               | 28,8    |      |
|                                        | Partito della Rifondazione Comunista | Partito della Rifondazione Comunista | 6.739   | 7,4  |
|                                        | Lista Di Pietro                      | Lista Di Pietro                      | 1.929   | 2,1  |
|                                        | Lista Emma Bonino                    | Lista Emma Bonino                    | 1.180   | 1,3  |
|                                        | Democrazia Europea                   | Democrazia Europea                   | 725     | 0,8  |
|                                        | Comunismo                            | Comunismo                            | 183     | 0,2  |
|                                        | Abolizione Scorporo                  | Abolizione Scorporo                  | 44      | 0,0  |
| Gesamt                                 | Gesamt                               | Gesamt                               | 91.156  | 100  |
|                                        |                                      |                                      |         |      |
| Ungültige Stimmen                      | Ungültige Stimmen                    | Ungültige Stimmen                    | 3.777   | 4,0  |
| Wähler                                 | Wähler                               | Wähler                               | 94.933  | 89,8 |
| Wahlberechtigte                        | Wahlberechtigte                      | Wahlberechtigte                      | 105.729 |      |
|                                        |                                      |                                      |         |      |
| Quelle: Innenministerium               |                                      |                                      |         |      |

## Von 2017 bis 2020

### Wahlkreisgebiet
| Wahlkreise – Camera dei deputati – Toskana | Wahlkreise – Camera dei deputati – Toskana | Wahlkreise – Camera dei deputati – Toskana |
| Provinz                                    | Provinz                                    | Gemeinden nach Provinzen ⮞ Wahlkreis |
| ------------------------------------------ | ------------------------------------------ | --- |
|                                            | Metropolitanstadt Florenz (42 Gemeinden)   | Teil von Florenz ⮞ Wahlkreis Florenz – Novoli – Peretola Teil von Florenz ⮞ Wahlkreis Florenz – Scandicci 15 ⮞ Wahlkreis Empoli 19 ⮞ Wahlkreis Sesto Fiorentino 3 ⮞ Wahlkreis Poggibonsi |
|                                            | Provinz Arezzo (37 Gemeinden)              | 30 ⮞ Wahlkreis Arezzo 5 ⮞ Wahlkreis Siena 2 ⮞ Wahlkreis Sesto Fiorentino |
|                                            | Provinz Grosseto (28 Gemeinden)            | alle ⮞ Wahlkreis Grosseto |
|                                            | Provinz Livorno (20 Gemeinden)             | 11 ⮞ Wahlkreis Livorno 9 ⮞ Wahlkreis Grosseto |
|                                            | Provinz Lucca (33 Gemeinden)               | 26 ⮞ Wahlkreis Lucca 5 ⮞ Wahlkreis Massa 2 ⮞ Wahlkreis Pistoia |
|                                            | Provinz Massa-Carrara (17 Gemeinden)       | alle ⮞ Wahlkreis Massa |
|                                            | Provinz Pisa (37 Gemeinden)                | 12 ⮞ Wahlkreis Pisa 25 ⮞ Wahlkreis Poggibonsi |
|                                            | Provinz Pistoia (20 Gemeinden)             | 17 ⮞ Wahlkreis Pistoia 2 ⮞ Wahlkreis Prato 1 ⮞ Wahlkreis Empoli |
|                                            | Provinz Prato (7 Gemeinden)                | alle ⮞ Wahlkreis Prato |
|                                            | Provinz Siena (35 Gemeinden)               | 30 ⮞ Wahlkreis Siena 5 ⮞ Wahlkreis Poggibonsi |

Der Wahlkreis umfasste 16 Gemeinden: 
- 15 Gemeinden der Metropolitanstadt Florenz (Bagno a Ripoli, Barberino Val d’Elsa, Capraia e Limite, Castelfiorentino, Cerreto Guidi, Certaldo, Empoli, Figline e Incisa Valdarno, Greve in Chianti, Montelupo Fiorentino, Montespertoli, Rignano sull’Arno, San Casciano in Val di Pesa, Tavarnelle Val di Pesa und Vinci);
- eine Gemeinde der Provinz Pistoia (Quarrata).

Seit 2018:
- Barberino Val d’Elsa und Tavarnelle Val di Pesa: Barberino Tavarnelle (neue Gemeinde).

### Wahlergebnisse

#### Parlamentswahl 2018
| Kandidaten               | Kandidaten        | Stimmen | %    | Listen                                      | Stimmen | %    |
| ------------------------ | ----------------- | ------- | ---- | ------------------------------------------- | ------- | ---- |
|                          | Luca Lottigewählt | 64.252  | 40,5 | Partito Democratico                         | 58.399  | 36,8 |
| +Europa                  | Luca Lottigewählt | 64.252  | 40,5 | 4.245                                       | 2,7     |      |
| Italia Europa Insieme    | Luca Lottigewählt | 64.252  | 40,5 | 1.044                                       | 0,7     |      |
| Civica Popolare          | Luca Lottigewählt | 64.252  | 40,5 | 564                                         | 0,4     |      |
|                          | Sonia Ciraolo     | 42.091  | 26,5 | Lega                                        | 22.599  | 14,2 |
| Forza Italia             | Sonia Ciraolo     | 42.091  | 26,5 | 13.189                                      | 8,3     |      |
| Fratelli d’Italia        | Sonia Ciraolo     | 42.091  | 26,5 | 5.465                                       | 3,4     |      |
| Noi con l’Italia – UDC   | Sonia Ciraolo     | 42.091  | 26,5 | 838                                         | 0,5     |      |
|                          | Renato Scalia     | 37.549  | 23,7 | Movimento 5 Stelle                          | 37.549  | 23,7 |
|                          | Denise Latini     | 7.699   | 4,9  | Liberi e Uguali                             | 7.699   | 4,9  |
|                          | Frida Nacinovich  | 3.196   | 2,0  | Potere al Popolo!                           | 3.196   | 2,0  |
|                          | Ambra Roncucci    | 1.675   | 1,1  | Partito Comunista                           | 1.675   | 1,1  |
|                          | Federica Fusinato | 1.155   | 0,7  | CasaPound Italia                            | 1.155   | 0,7  |
|                          | Lucia Pascucci    | 755     | 0,5  | Il Popolo della Famiglia                    | 755     | 0,5  |
|                          | Sara Toccafondi   | 313     | 0,2  | Per una Sinistra Rivoluzionaria (SCR – PCL) | 313     | 0,2  |
| Gesamt                   | Gesamt            | 158.685 | 100  |                                             | 158.685 | 100  |
|                          |                   |         |      |                                             |         |      |
| Ungültige Stimmen        | Ungültige Stimmen | 5.001   | 3,1  |                                             |         |      |
| Wähler                   | Wähler            | 163.686 | 80,5 |                                             |         |      |
| Wahlberechtigte          | Wahlberechtigte   | 203.442 |      |                                             |         |      |
|                          |                   |         |      |                                             |         |      |
| Quelle: Innenministerium |                   |         |      |                                             |         |      |